# Banco Liberal
Banco Liberal foi um banco brasileiro com sede no Rio de Janeiro.
Era de propriedade de Antônio Carlos Lemgruber e Aldo Floris. O banco teve seu capital vendido em duas fases primeiro para o Nations Bank em 1998 que comprou 51% do capital e em 2001 o Bank of America, sucessor do Nations, comprou a totalidade do capital.